# Wapen van Valburg
Het wapen van Valburg toont een gecarteleerd schild waarop het gecombineerde wapen van de voormalige gemeente Valburg staat weergegeven. Het wapen is samengesteld met kwartieren van Homoet, Gelre, Hemmen en Van Gent. Het wapen werd op 18 januari 1964 bij Koninklijk Besluit verleend aan de gemeente. De omschrijving luidt:
"Gevierendeeld : I in keel een geënte dwarsbalk van zilver, II Geschakeerd van goud en azuur van 42 vakken, in de rechterbovenhoek een vrijkwartier van hermeljn, III in azuur een leeuw van goud, gekroond van hetzelfde, getongd en genageld van keel, IV in zilver een dwarsbalk van keel, getralied van goud. Het schild gedekt met een gouden kroon van drie bladeren en twee parels."

## Geschiedenis
Het oude wapen bestaat uit een combinatie van Homoet en Gent. Gent werd als symbool gebruikt voor Loenen en Wolferen omdat deze gemeente geen wapen voerde. Het wapen werd aan de gemeente verleend op  24 juni 1929 met de volgende beschrijving:
"Gedeeld : I In keel een geënte zilveren dwarsbalk, II in zilver een dwarsbalk van keel, getralied van goud. Het schild gedekt met eene gouden kroon van drie bladeren en twee paarlen."
Met de toevoeging van Hemmen moest ook een nieuw wapen worden ontworpen.  Een eerder ontwerp werd door de Hoge Raad van Adel afgewezen omdat het te druk was en het wapen van Hemmen als hartschild werd geplaatst. Dat laatste vond de Hoge Raad van Adel en te prominente plek voor dat wapen, omdat Hemmen toegevoegd was aan de gemeente Valburg. Hemmen werd uiteindelijk als kwartier opgenomen,  met een plaats voor de Gelderse leeuw op het derde kwartier, omdat het het grootste deel van de nieuwe gemeente op Loenen en Wolferen na, direct onder Gelre vielen.

## Verwante wapens

Jan II van Homoet (Wapenboek Gelre)
Van Lawick
Van Aylva
Wapen van Gelre
wapen van Hemmen
Van Gent